# Ilha Portsea
A ilha Portsea (em inglês:  Portsea Island) é uma pequena e plana ilha da Inglaterra, no sul da costa meridional da Grã-Bretanha, que contém uma grande área da cidade de Portsmouth e que está totalmente incluída na cidade. É a terceira ilha das Ilhas Britânicas em população, após a Grã-Bretanha e a Irlanda, e é de todas a que contém a mais alta densidade populacional.